# キュニコス派

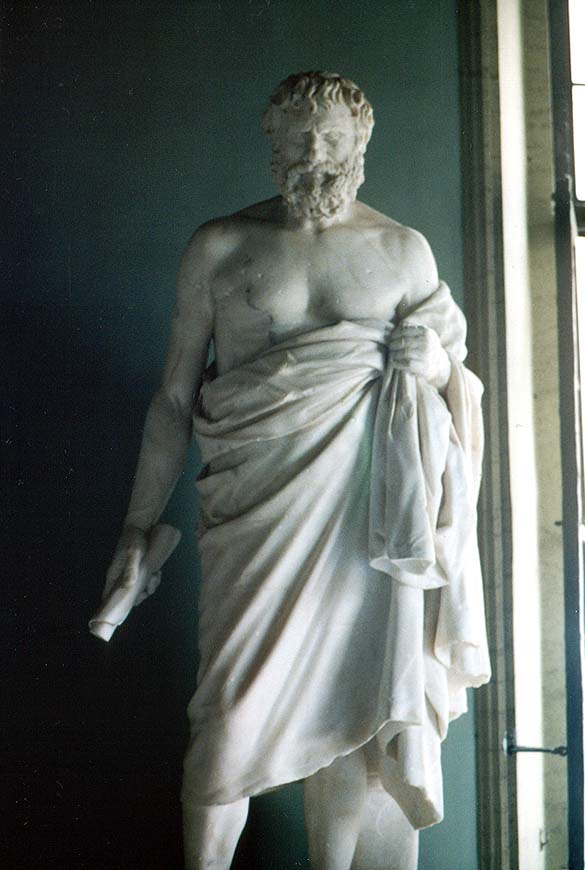
あるキュニコス派哲学者の像（カピトリーノ美術館所蔵）

キュニコス派（キュニコスは、古希: κυνισμός、古代ギリシア語ラテン翻字: kunismós、英: Cynicism）とは、アンティステネスを開祖とするヘレニズム期のギリシア哲学の一学派。小ソクラテス学派の一つ。犬儒派（けんじゅは）とも呼ばれる。
キュニコス派にとって、人生の目的とは自然に与えられたものだけで満足して生きることにある。理性的生物として、厳格な鍛錬を積んだり、富・権力・名声といった従来のあらゆる欲求を放棄して自分達にとって自然な暮らし方をすることで、人々は幸せを得ることができるとした。その代わり、彼らは一切の所有物を持たない簡素な生活を送ることになった。
これらのテーマを概説した開祖の哲学者がアンティステネスで、彼は紀元前5世紀後半にソクラテスの弟子でもあった。彼に続いたのが、アテナイの路上に置かれた甕の中で生活していたとされるシノペのディオゲネスである。ディオゲネスはキュニコス派思想を論理的極限まで採用し、典型的なキュニコス派哲学者と見なされるようになっていった。彼に続いたのが、アテナイで貧しいキュニコス派の生活が送れるようになるため莫大な財産を手放したとされるテーバイのクラテスである。
紀元前3世紀以降にキュニコス派が徐々に重視されるようになり、1世紀のローマ帝国台頭と共に復興を果たした。同帝国のあらゆる都市でキュニコス派が物乞いや説法者として現れるようになり、似たような禁欲主義および修辞学の思想が初期キリスト教に反映された。
現代の高等批評の立場からは、イエス・キリストは元来哲学者であり、初期キリスト教団はイエスを師とし禁欲的な生活を送る哲学者集団だったという説がある。この説では、１世紀のイスラエルはヘレニズムの影響でギリシア哲学に傾倒する者が多く、イエスはソクラテス（敬神家で自身への神託を固く信じ、自分が正しいと信じる行いをし、既存の神を冒涜したとして処刑された）のような哲学者であったとする。バートン・L・マックは著書『失われた福音書-Q資料と新しいイエス像』でイエスはキュニコス派の哲学者であったとする説を提示している（#キリスト教との関連）。

## 語源
「Cynic」という語句は、古代ギリシア語で「犬のような」を意味する「κυνικός（古代ギリシア語ラテン翻字: kunikós）」そして「犬」を指す「κύων（古代ギリシア語ラテン翻字: kúōn）」から派生したものである 。キュニコス派が古代に「犬」と呼ばれた理由の説明の一つは、キュニコス派の開祖アンティステネスがアテナイの体育施設キュノサルゲス（この単語が 「白い犬の場所」という意味）で教えを説いたためである。ただし、従来の常識を何ら恥じることなく拒絶して路上生活する彼らの決断に対する侮辱として、「犬」という単語が初期のキュニコス派に投げつけられていたことは間違いないようで、日本での呼称「犬儒派」（犬のような乞食生活をしたから）もここから来ている。特にディオゲネスは「犬」と呼ばれており 、彼はその（生物的な犬との）違いを「他の犬は敵に噛みつくけど、私は友達に噛みつくんだ」と述べて笑っていたようである。後年のキュニコス派もこの言葉を優位なものに変えようと模索しており、後年の解説者は次のように説明している。

キュニコス派がそう名付けられた理由が4つある。第一には彼らの生き方への無頓着さが理由で、彼らは無頓着さを崇拝していて、犬のように人前で食べたり情愛したり、裸足で歩いて、浴槽や辻道で寝ていたからである。第二の理由は、犬が恥知らずな動物で、謙虚にしておらずこちらが優れているとばかりに厚顔無恥なカルト教団を作るためである。第三の理由は、犬が良い門番であり、彼らが自分達の哲学の教義を守っているためである。第四の理由は、犬が友人と敵を区別しうる識別能力ある動物だからである。そのため、彼らは哲学に適した人物を友人として認識し、その人達を親しげに受け入れる一方、そぐわない者達には犬のように吠えることで、それらを追い払っている。

## 哲学
キュニコス派は、あらゆるヘレニズム哲学で最も印象的な学派の一つである。不確実性の時代に、幸福の可能性や苦しみからの解放を人々に与えると主張した。キュニコス派に公式な教義は存在しなかったが、その基本原則は次のように要約できうる。
- 人生の目標は幸福感（ユーダイモニア）と精神的明晰さ（古希: ἁτυφια）であり、誤った信念・不用心さ・愚かさ・うぬぼれを意味する文字通り「まやかし（古希: τύφος）からの解放」である。
- ユーダイモニアは、自然と調和して生きることによって、人間の理性に理解された際に成し遂げられる。
- 傲慢さ（古希: τύφος）は誤った価値判断によって引き起こされ、それは否定的な感情・異常な欲望・悪徳な性格の原因となる。
- ユーダイモニアまたは人間の繁栄とは、自給自足（古希: αὐτάρκεια）、超然たる心境（ストア派のアパテイア）、アレテー、人類愛、パレーシア、人生の栄枯に対する無関心（アディアフォラ）次第である[15]。
- 自然においては無価値の富・名声・権力といった影響から解放される手助けとなる禁欲的な修行（古希: ἄσκησις）を通じて、繁栄および明晰さに向かって邁進すること。代わりとして、彼らはポノス（労苦）の生きかたを奨励した。キュニコス派にとって、これは実際の肉体的な仕事を意味しなかったようである。例えば、ディオゲネスは手工業をしないで物乞いすることで生活した。それはむしろ、意図的に困難な生活を選ぶことを意味しており、例えば冬に薄いクロークだけを纏って裸足で歩いていた[16]。
- キュニコス派は厚顔無恥（古希: αναιδεια）を実践し、法律や習慣や人々が当然だと思っている社会的慣習といった社会のノモスを打破する。

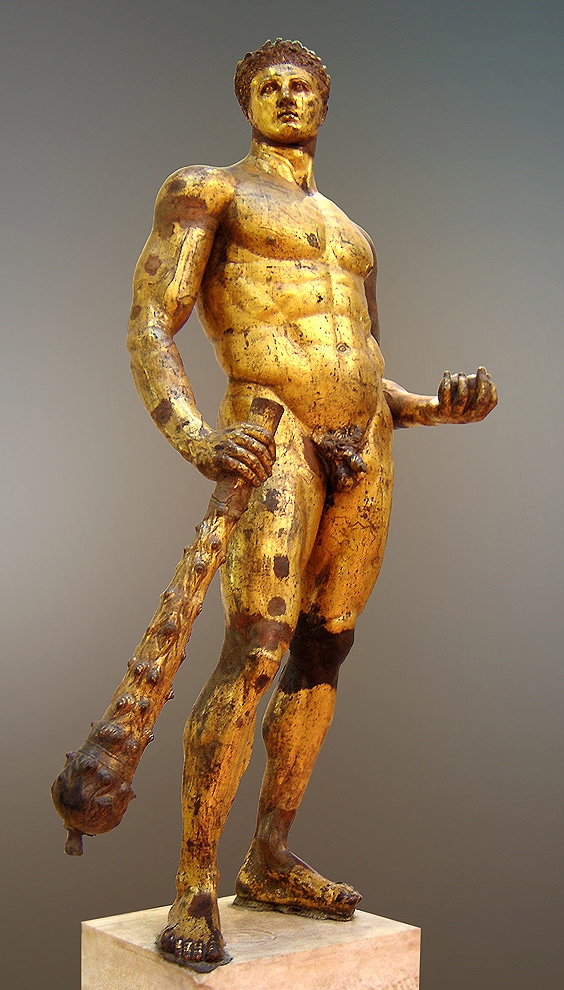
キュニコス派は、この金箔張り銅像(2世紀)に見られるヘラクレスを自分達の守護英雄として採用した

したがって、キュニコス派は財産を持たず、お金・名声・権力・評判など因習的な価値感を全て拒絶する。自然にしたがって生活する生き方は、生存に必要な最低限の必需品だけを求め、慣習の結果であるどんな需要からも自身を解放させることで人は自由になれるという。キュニコス派は、理想的なキュニコスの象徴たるヘラクレスを自分達の英雄に採用した。ヘラクレスは「ハーデースの番犬ケルベロスを冥界から連れ出した人物であり、犬（呼ばわりされた）人間のディオゲネスにとって特別な訴求点だった」という。ルキアノスによれば「ケルベロスとキュニコス派は犬を介して確実に関連がある」という。
キュニコス派の生活をおくるには、判断や精神印象を働かせるだけでなく肉体的な鍛錬も不断に行うことが要求された。

（ディオゲネスは）2種類の活動が存在すると言っていた。それは言うなれば、心と身体の活動である。そして後者は、その実践時に相当迅速で機敏な印象を心に形成し、美徳の実践を非常に容易なものにしてくれる。しかし、片方が欠けたひとつでは不完全であり、なぜなら善行の実践に必要となる健康と活力は、心と体の双方に等しく依存するためである。

これはキュニコス派が社会から隠遁するという意味ではない。実際のところキュニコス派は公共の視線に完全に晒された中で生活し、また自分達の型破りな振る舞いの結果生じたであろうどんな侮辱に直面しても非常に無頓着であった。キュニコス派はコスモポリタニズムの思想を生み出した。お前はどこから来たのかと尋ねられた際に、ディオゲネスが「世界の市民(kosmopolitês)」と答えたのが発端となっている。
理想的なキュニコス派は伝道を施す。人類の番犬として、彼らは人々のやり方の誤ちについて吠えたてることが自分達の義務だと考えた。キュニコス派の生活（およびキュニコス派の噛み付くという風刺の使用）が、日常慣習の根底に潜む偽った主張を掘り起こして暴露することになると考えた。 
キュニコス派は主に倫理を焦点としていたが、モニモスなど一部のキュニコス派は懐疑論の見解を表明してトゥフォス(τῦφος)に関する認識論を説いた。
キュニコス派哲学はヘレニズムの世界に大きな影響を与え、最終的にはストア派に重大な影響を与えた。ストア派のアポロドロスは紀元前2世紀に「キュニコス派は美徳への近道である」と述べている。

## 歴史

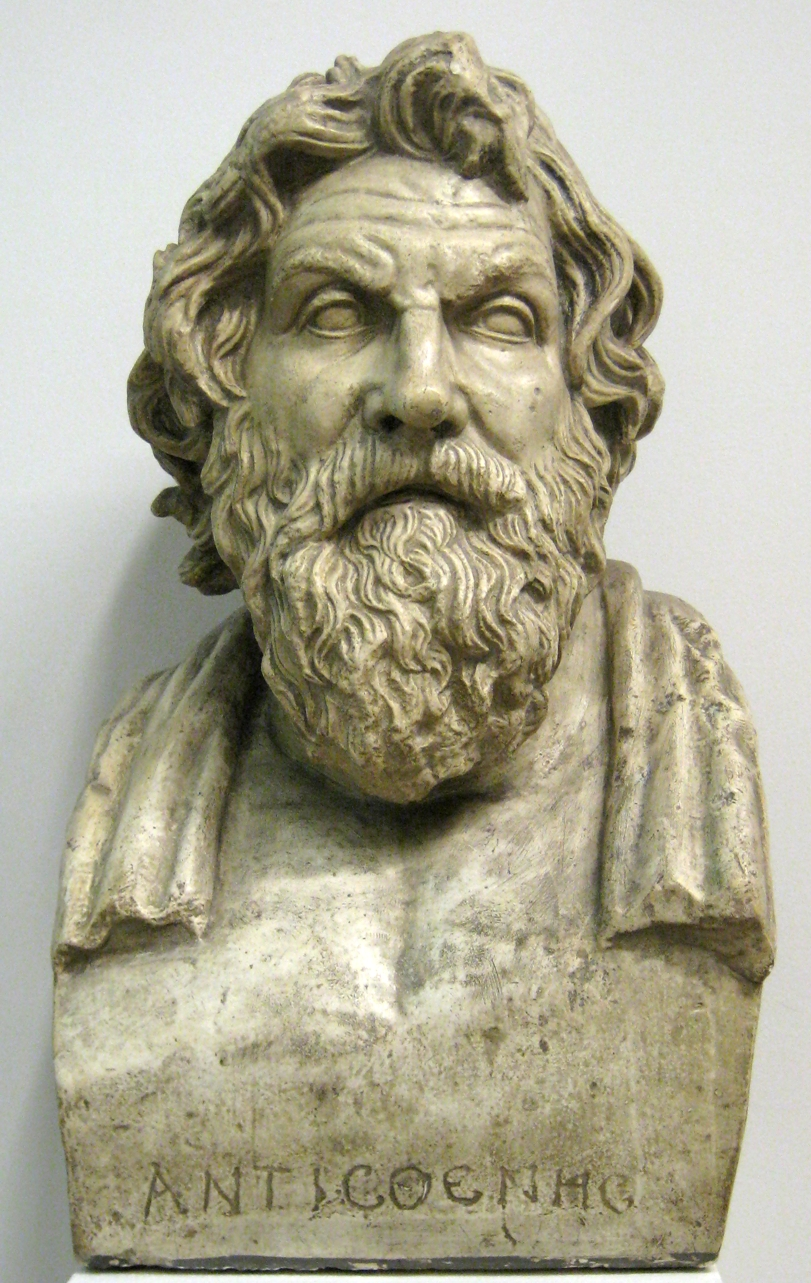
アンティステネスの胸像

ギリシアやローマの古典キュニコス派は、美徳こそ幸福に唯一必要なものと考え、それを達成するのに十分な美徳が見られた。古典的キュニコス派は美徳の完成および幸福の達成を奨励しないあらゆる事を無視するほどこの哲学に従った。そのため、キュニコス派を「犬儒派」とするのも、犬を彷彿とさせるやり方で社会・衛生・家族・お金などを無視したと伝えられているためである。彼らは自分達を慣習から解き放とうと模索し、自給自足をしたり、ただ自然に従って生活した。富・権力・名声を含む従来の幸福という概念を否定し、全く高潔であり故に幸せな生活を送った。  
古代のキュニコス派は従来の社会的価値観を拒絶し、彼らが苦しみの原因と見なした貪欲などの行動を批判していた。この彼らの教義の側面を重視して、18世紀後半から19世紀初頭にもたらされたのがキュニコス派を「軽蔑的だったり嫌気をさすような否定的態度、特に他人の誠実さや言明された動機に対する一般的な不信感」とする近代的な理解である。 この近代的なキュニコス派の定義は「欲望からの解放における美徳と道徳的自由」を強調した古代の哲学とは対照的であり、皮肉へとつながっていく。

### 影響源
ピタゴラス学派などの様々な哲学者が、キュニコス派の数世紀前に簡素な生活を提唱していた。紀元前6世紀初頭に、スキタイ人の賢者アナカルシスがキュニコス派の間で標準的になる手法であるギリシア因習の批判と質素な生活とを組み合わせた。おそらく重要なのは裸行者（ギュムノソピスタイ）として知られるインドの哲学者の逸話で、彼らは厳格な禁欲主義を採用していた。紀元前5世紀までに、ソフィストが宗教や法律や倫理といったギリシア社会の多くの側面に疑問を投げかける行為を始めていた。しかし、キュニコス派にとって最も直接的な影響はソクラテスであった。彼は禁欲的ではなかったものの、美徳の愛と富への無関心を公言しており、世論には価値がないと考えた。プラトン哲学のごく一部を形成したソクラテス思想のこれら側面が、ソクラテスの弟子アンティステネスにとっては中核をなす着想となった。

### 象徴
キュニコス派は、古代世界において古いクロークと杖の装飾品で認知されていた。クロークはソクラテスと彼の服装への暗喩で、杖はヘラクレスの棍棒が由来である。これら品々がキュニコス派の象徴となり、古代の著述家はキュニコス派の装飾を身に着けることが哲学にふさわしいと考える人々を非難した。
アルカイック期から古典期へと社会進化するうちに、公民は都市国家への武器持ち込みを禁じた。当初は街にいる間に剣を持ち込むことが想定されたものだった。しかし、それが槍に移行し、その後は杖になり、街ではいかなる武器を装着することも愚かしい古い習慣になった。そのため、杖を持ち込む行為そのものが少しタブーだった。現代理論家によると、杖の象徴は肉体労働からの分断すなわち明白な余暇を示す道具で、と同時にスポーツとの関連もあり、典型的には狩猟やスポーツ衣装の一部としての役割も果たす。したがって、それは弱者が自分を支える必要性の象徴ではなく、活発で戦争的な資質を表すとされる。杖自体が余暇の品として解釈できうることを通して、キュニコス派がいかに自由であるかというメッセージになっており、と同時に、キュニコス派哲学者が豊富に有していた美徳という強さのメッセージだったという。 

### アンティステネス
キュニコス派の物語は、ソクラテスの弟子アンティステネス(紀元前445-365年)から始まる。約25歳年下のアンティステネスは、ソクラテスの弟子たちの中で最も重要な弟子の一人だった。後年の古典期著述家は、彼をキュニコス派の創始者に位置付けることに疑念の余地は殆ど無いとしながらも、彼の哲学的見解は後の純粋なキュニコス派の単純さよりも複雑だと考えた。ディオゲネス・ラエルティオスによるアンティステネス著作一覧では、言語・対話・文学に関する著作が倫理や政治に関する著作をはるかに上回っており、彼の哲学的興味が歳月と共にどう変化したかを反映している可能性がある。アンティステネスが、次のように物乞いの生き方を説いたのは間違いなく真実である。

自分には空腹が無くなるまで食べたり喉の渇きが癒されるまで飲むのに十分な量があり、自身を着飾るものも同様である。[中略]それに、自分が屋内にいると分かっている時、自分の裸という壁よりも暖かい衣服は必要だろうか?

### シノペのディオゲネス

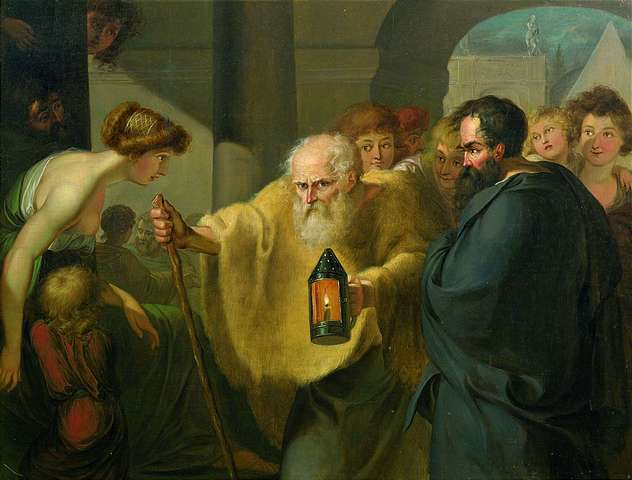
誠実な人間を探すディオゲネス （J. H. W.ティシュバイン画、1780年）

ディオゲネス（紀元前412-323年）は、他の人物とは異なるようなキュニコス派の物語で占められている。彼が当初アテナイに行ったのは、自分と父がシノペの造幣局を担当していて通貨変造の災難に嵌まってしまい、故郷の都市から逃げ出したためだった。後世の伝承は、ディオゲネスがアンティステネスの弟子となったと述べているが 、二人が出会ったかは確実ではない。ともあれディオゲネスは、自給自足 (autarkeia)で金を使わず(askēsis)に外聞を捨てる (anaideia)生活を追求し、アンティステネスの教えとその禁欲的な生き方を採用した。彼の極端な禁欲主義（浴槽で眠る）や恥知らずな行動（生肉を食べる）や従来社会への批判(「悪者達は召使いが主人に従うように自分達の欲望に従う」)の逸話は数多くあり、これら話のどれが真実なのか知ることはできないが、それらは彼の倫理的な真面目さを伴う様々な性格を表している。 

### テーバイのクラテス
テーバイのクラテス（紀元前365-285年）は、キュニコス派の歴史で外せない3番目の人物である。彼はアテナイにてキュニコス派の乞食生活を送るため莫大な財産を放棄したために特筆される。彼はディオゲネスの弟子だと言われているが、これもまた不確実である。クラテスはヒッパルキア（彼女の方が恋に落ちた）と結婚し、二人は一緒にアテナイの路上で物乞いのような生活をし、そこではクラテスが敬意をもって扱われていた。後年のクラテスの名声（その型破りな生活様式を別にして）は、彼がストア派の創始者キティオンのゼノンの師になったという事実にある。初期ストア派に見られるキュニコス派の痕跡（ゼノンの著書 (Republic (Zeno)) で綴られた性的平等に関する過激な見解など）は、クラテスの影響を受けた可能性がある。

### それ以外のキュニコス派
紀元前4世紀から前3世紀には他にも多数のキュニコス派がおり、具体的にはオネシクリトゥス（アレキサンダー大王と一緒にインドまで航海した人物）、懐疑派のモニモス、道徳風刺作家であるボリュステネスのビオン、痛烈批判者のメガラのテレスやメニッポスなどがいた。しかし、紀元前3世紀に入るとストア派の台頭に伴って真面目な哲学活動としてのキュニコス派は衰退し、ローマ時代まで復興を果たすことは無かった。

## ローマ世界のキュニコス派

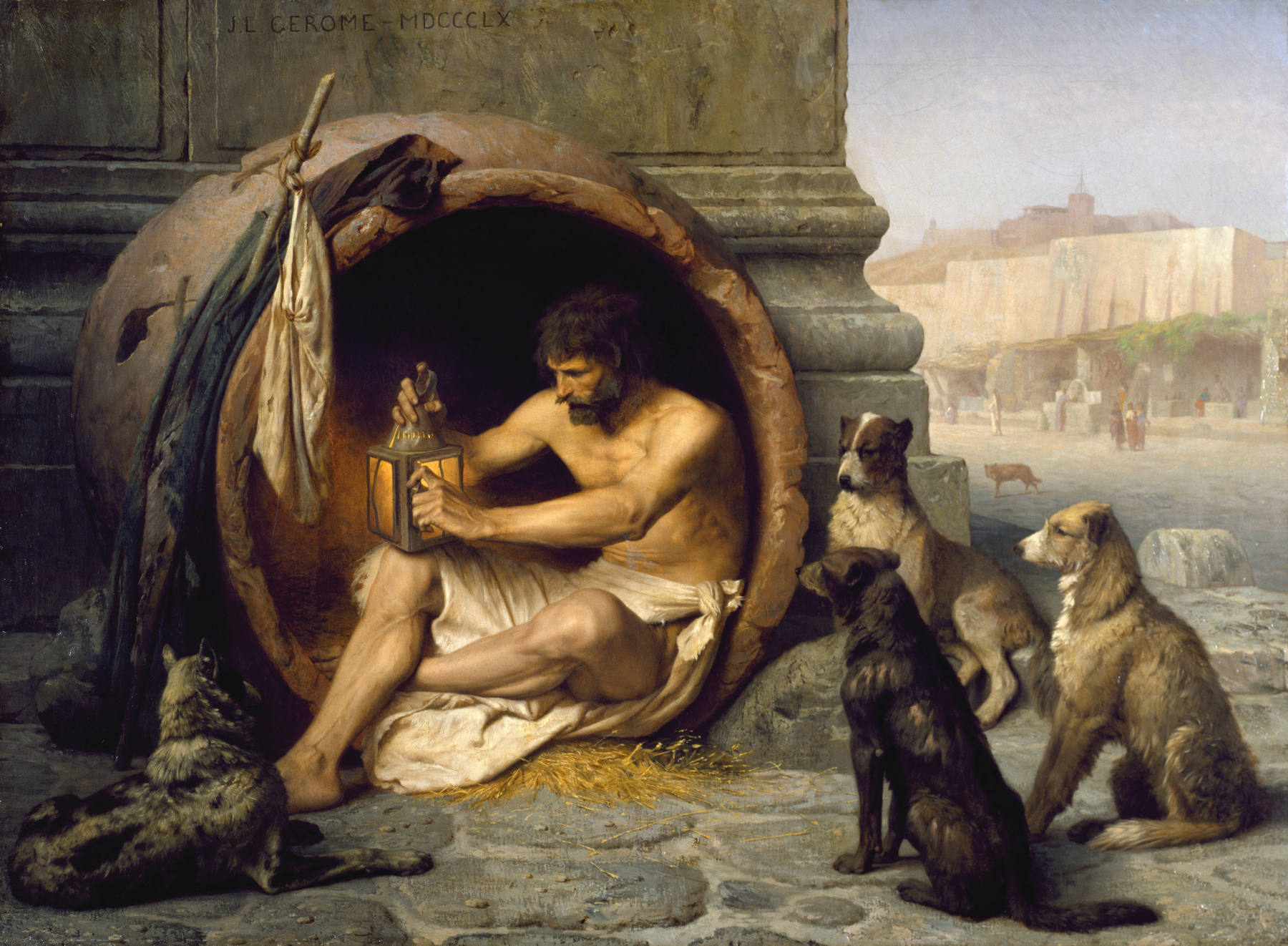
『Diogenes Sitting in His Tub（自分の甕に腰を下ろすディオゲネス）』1860年ジャン＝レオン・ジェローム画

紀元前2世紀や前1世紀にキュニコス派の記録はほとんどなく、ギリシア哲学に豊富な関心があったローマの哲学者キケロ（紀元前50年頃）がキュニコス派について語った「それは毛嫌いするべきである。というのも（キュニコス派は）謙虚さとは逆であり、それなしには権利も名誉もあり得ないからである」のほかに殆ど何も言及されていない。しかしながら、西暦1世紀までにキュニコス派は充分な力を備えて再登場した。ローマ帝国の台頭は、3世紀前のピリッポス2世 (マケドニア王)とアレクサンダー大王によるギリシアの独立喪失みたいに、多くの人々に無力感と欲求不満をもたらし、そのため自給自足と内なる幸福を重視する哲学が再び盛んとなった。同帝国のあちこちで、キュニコス派が街角に立ち美徳について説教する様子が見られた。ルキアノスは「あらゆる都市が、特にディオゲネス、アンティステネス、クラテスの名前を書き込んで後援者になったり、犬儒軍団(Army of the Dog)に入隊する新参者たちで溢れている」と訴え 、アリスティデスは「彼らが頻繁に戸口を訪れ、主人よりも門番と話し合い、図々しさを活用することで自分達の低い身分を補っている」ところを目撃したという。1世紀におけるキュニコス派の最も特筆すべき代表者がデメトリウスで、セネカは彼の事を「本人はそれを否定しているが、彼は公言した原則に忠実で一番の難題に取り組む価値のある弁舌を備えた、途方もない知恵ある人物」と称賛した。ローマ時代のキュニコス派は、風刺家の標的であり思想家の理想でもあった。西暦2世紀にルキアノスは、キュニコス派哲学者のペレグリヌス・プロテウスを蔑視する一方で、対話では彼自身のキュニコス派の師であるデモナクスを賞賛した。 
キュニコス派はストア派の理想化された形態と見なされるようになり、その見解はエピクテトスが長い談話の中で理想的なキュニコス派を称賛したことでもたらされた。エピクテトスによると、理想的なキュニコス派は「善悪に関する伝道者として自分がゼウスから人々に遣わされたことを知っており、人々が横道にそれていることを当人達に示す必要がある」という。エピクテトスにとって不幸なことに、その時代のキュニコス派の多くはその理想に従わなかった。
ストア派（独立の哲学としては2世紀以降に衰退）とは異なり、キュニコス派は4世紀に繁栄したようである。皇帝ユリアヌス（治世361-363年）は、エピクテトスのように理想のキュニコス派を賞賛して実際のキュニコス派実践者に関しては苦言を呈した。古典時代史の最後に記されているキュニコス派は、5世紀後半におけるエメサのサルスティウスである。新プラトン主義哲学者の弟子であるアレクサンドリアのイシドロスは、禁欲的なキュニコス派の生活に自身を捧げた。

## キリスト教との関連

### ユダヤ教キュニコス派としてのイエス

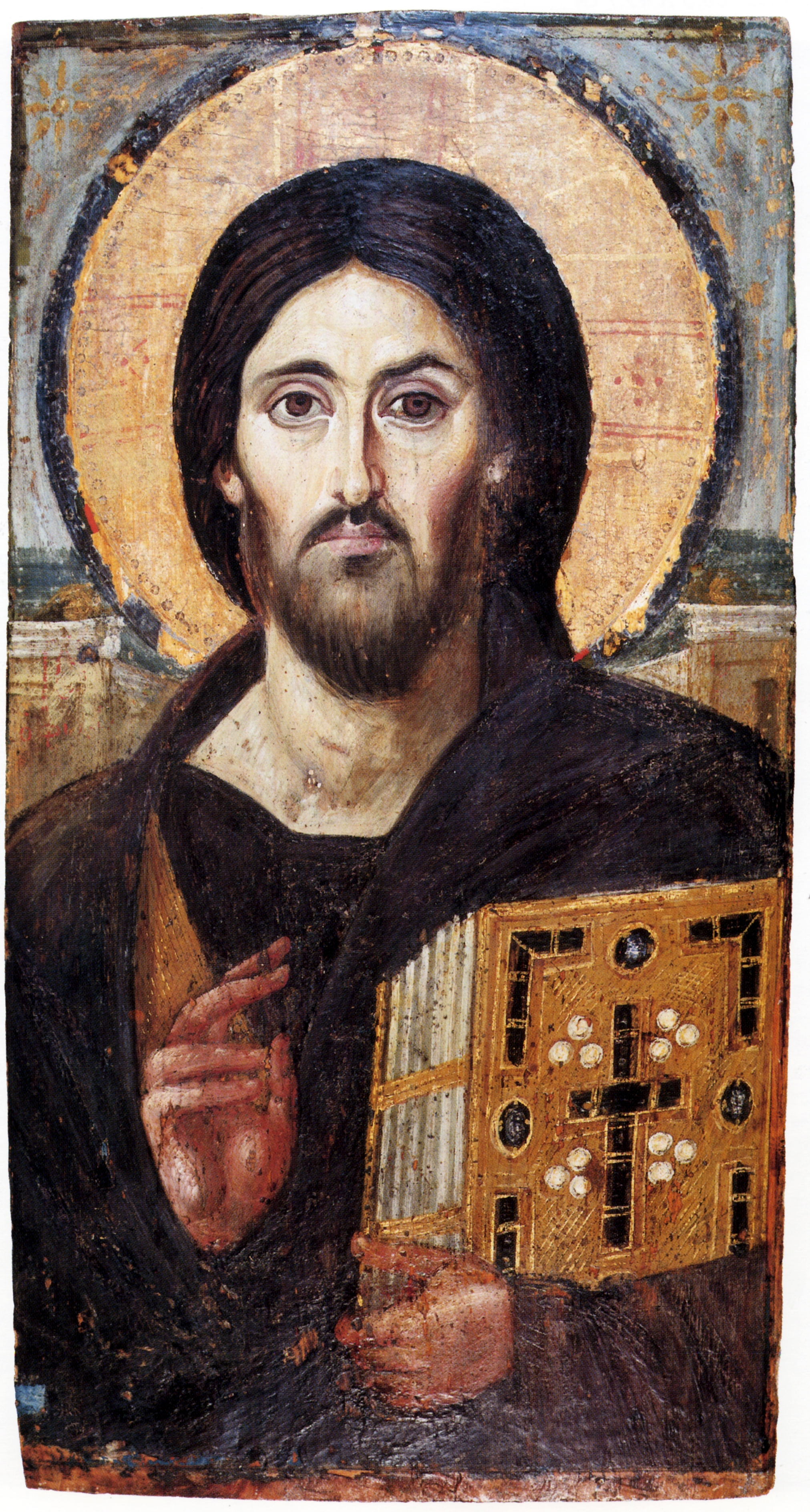
イエス・キリスト

一部の歴史家は、イエス・キリストの教えとキュニコス派の教えの類似点を指摘している。現代の高等批評の立場からは、イエス・キリストは元来哲学者であり、初期キリスト教団はイエスを師とし禁欲的な生活を送る哲学者集団だったという説がある（キリスト人間説）。この説では、１世紀のイスラエルはヘレニズムの影響でギリシア哲学に傾倒する者が多く、イエスはソクラテス（敬神家で自身への神託を固く信じ、自分が正しいと信じる行いをし、既存の神を冒涜したとして処刑された）のような哲学者であったとする。『マタイによる福音書』（5章27節）でもイエスが禁欲を是とする立場だったことを示唆する記述があり、「性的な目で女性を見ることは姦淫の罪にあたる」とイエスは説いたという。
高等批評の立場からはマタイとルカの福音書に共通の源資料とされる仮説上のQ資料がキュニコス派の教えと強い類似点があると主張している。バートン・L・マックやジョン・ドミニク・クロッサンといった史的イエス探求 (Quest for the historical Jesus) を行う学者達は、西暦1世紀のガリラヤがユダヤ教の思想・伝統とヘレニズム思想が衝突した世界だったと論じている。ナザレから徒歩わずか1日のガダラ市は特にキュニコス派哲学の中心として注目され、マックはイエスを「普通のキュニコス派型の人物」だったと評している。マックは自らの著作でイエスに関する奇跡物語、十字架による殉教物語と復活について、サークル（教団）の中での神話創造過程として解説し、実際の歴史とは別に創作されたフィクションである事を示唆している。クロッサンによれば、イエスは罪人の身代わりとなって死ぬキリストや、ユダヤ人国家の再興を図るメシアというよりは、在地のユダヤ教の影響を受けたヘレニズム的キュニコス派聖人のような人物だったという。またクロッサンによればイエスは皮肉屋の性格だったという。この見解に懐疑的な学者たちは、イエスがキュニコス派の影響を深く受けたことを疑問視しており、ユダヤ教の伝統や教義の強い影響下にあったとしている。

### 初期キリスト教におけるキュニコス派の影響

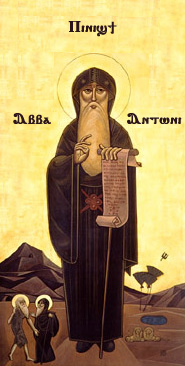
大アントニオスの肖像。 初期キリスト教の禁欲主義は、キュニコス派の影響を受けた可能性がある

キュニコス派の禁欲的な習慣の多くが初期キリスト教徒によって採用された可能性があり、彼らはしばしばキュニコス派と同じ修辞的な方法を採り入れた。一部のキュニコス派は権力者に歯向かう発言をしたために殉教した。キュニコス派の一人ペレグリヌス・プロテウスは、キュニコス派へと改宗する前に一時キリスト教徒として生活しており、一方4世紀では、アレクサンドリアのマクシモスもまたキリスト教徒でありながら当人の禁欲的な生活様式のためキュニコス派と呼ばれていた。キリスト教の作家はしばしばキュニコス派の清貧を賞賛している、とはいえ彼らはキュニコス派の厚顔無恥を蔑視しており、アウグスティヌスはキュニコス派が「男性の慎ましい本能に逆らって、まさに犬に値する汚らわしくも恥知らずな意見を高らかに宣言した」と述べている。キリスト教の禁欲的な命令は、初期教会の放浪する托鉢僧に見られるように、キュニコス派と直接的な繋がりがあった。エマニュエル大学の学者レイフ・E・ヴァージュは、Q資料とキュニコス派書簡 (Cynic epistles) などのキュニコス派文書の共通点を比較した。その書簡には、キュニコス派によって説かれた知恵と（しばしばポレミックな）倫理が、純粋さや美的実践の感性と共に詰まっている。 
2世紀に、キュニコス派のクレスケンス (Crescens the Cynic) はユスティノスと衝突し、キリスト以外の神々の拒絶と自分達の寺院・彫像・犠牲の欠如に言及して、キリスト教徒が一番の無神教(atheotatous)だと主張したことが記されている。これはよく知られるキリスト教への批判であり、4世紀まで続いた。